# Mesnil-Saint-Père

Mesnil-Saint-Père este o comună în departamentul Aube din nord-estul Franței. În 1 ianuarie 2022 avea o populație de 438 de locuitori.